# Jacques-Louis de Pourtalès
Jacques-Louis de Pourtalès, né le 9 août 1722 à Genève en république de Genève et mort le 20 mars 1814 à Neuchâtel dans le royaume de Prusse, est un banquier, négociant et industriel.

## Biographie

### Carrière
Fils de Jérémie de Pourtalès, un huguenot cévenol venu s'installer en 1717, après la guerre des camisards au bord du lac de Neuchâtel pour se lancer dans l'industrie des indiennes de coton, il fonde, en 1753, un établissement bancaire doublé d’une agence de transports, d’exportations et d’importations avec succursales, comptoirs, entrepôts dans les principales villes d’Europe.
En 1745, il accueille des réfugiés protestants français à Neuchâtel, comme le jeune Paul Coulon, qui épouse une ses cousines également émigrée et devient son associé. À partir de 1770, il devient un importateur important de thé indien.
En 1771, avec l'industriel bâlois Johann Jakok Thurneysen, Jacques-Louis de Pourtalès achète de « grands domaines » sur l’île de Grenade (colonie anglaise des Antilles) dont deux emploient 160 esclaves noirs africains (adultes et enfants),. Les domaines sont vendus après vingt-six ans, en 1797.
En 1808, il fait construire à Neuchâtel un hôpital qui porte son nom (et crée la Fondation de l’Hôpital Pourtalès).
À la fin de sa vie, il se met à commanditer des établissements de filature, de tissage, et de papeterie. Jacques-Louis de Pourtalès meurt à 91 ans le 20 mars 1814.

### Vie familiale

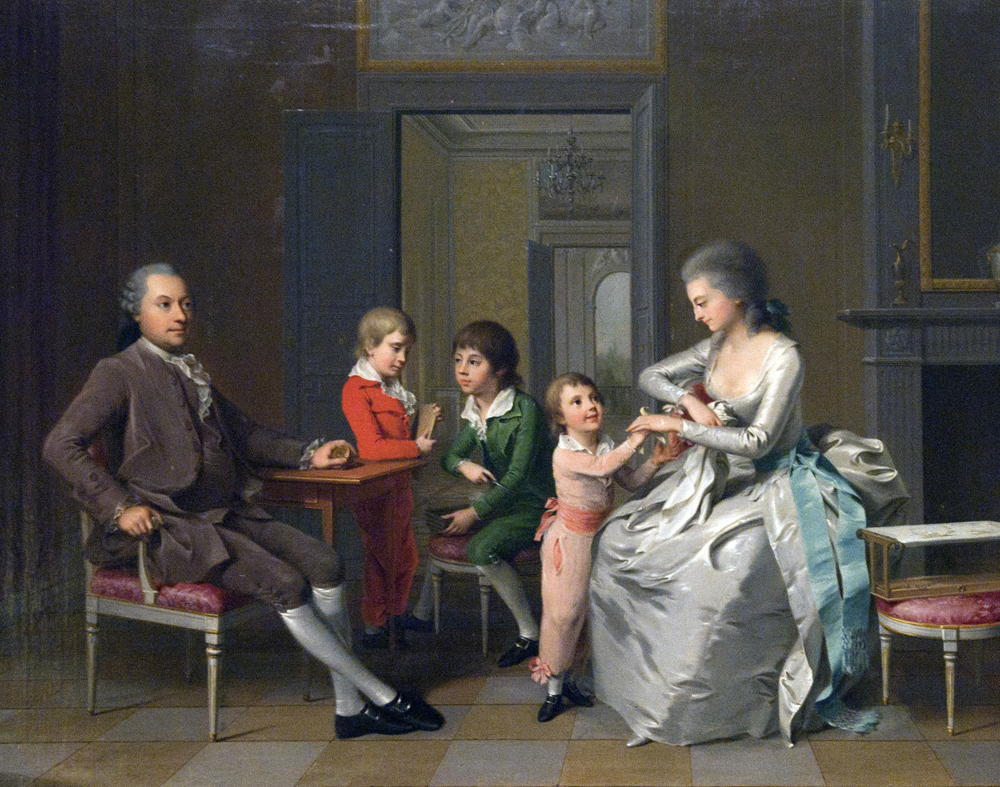
Jacques-Louis de Pourtalès et sa famille, à Neuchâtel

Il épouse en 1769 Rose-Augustine de Luze, grande amie de Jean-Jacques Rousseau, qui lui donne quatre fils et deux filles :
- Louis, né en 1773, qui épouse Sophie d'Audanger ;
- Charlotte, née en 1775 ;
- James Alexandre, né en 1776, chambellan du roi de Prusse, qui épouse Anne de Palezieux-Falconnet (née en 1792) ;
- Frédéric, né en 1779, qui épouse Louise de Castellane-Norante (née en 1793) ;
- Pierre, né en 1780 ;
- Adèle, née en 1786.

### Sources
- Hans Bauer, Louis H. Mottet, Les Grandes heures des banquiers suisses
- Serge Chassagne, Le coton et ses patrons, France, 1760-1840
- Hans Fässler : Une Suisse esclavagiste. Voyage dans un pays au-dessus de tout soupçon (préface de Doudou Diène). Duboiris, Paris 2007, pages 165-177.